# Прийст Лодърдейл
Прийст Лодърдейл е бивш американски професионален баскетболист с българско гражданство.
Роден е на 31 август 1973 г. в Чикаго, щат Илинойс, САЩ. Висок е 224 см и тежи 150 кг. Играе на позицията център. През 2004 г. взима български паспорт.

## Кариера
Първият професионален отбор в кариерата на Лодърдейл е гръцкият Перистери, където играе през сезон 1995/96. Същата година е в Мача на звездите на гръцкото първенство.
През 1996 г. е избран под номер 28 в драфта на НБА от отбора на „Атланта Хоукс“. Дебютира в най-добрата лига в света през сезон 1996/1997 със средно 3,2 точки и 1,2 борби на мач. Хоукс достигат плейофите, като във втория кръг отпадат от бъдещия шампион Чикаго Булс. Следващият сезон се мести в Денвър Нъгетс. И в Денвър Прийст не успява да се наложи, като изиграва едва 39 срещи, в които записва по 3,7 точки и 2,6 борби.
След като се оказва ненужен в НБА, Лодърдейл минава проби в Реал Мадрид, но не е привлечен поради провалени физически тестове. Впоследстие играе в тимовете на Форт Уейн Фюри и Кънектикът Прайд, играещи в по-ниски дивизии на баскетбола в САЩ – съответно Континентална баскетболна лига и Международна баскетболна лига. Следва кратък престой във венецуелския Галтейрос, а през 2002 г. се завръща в Европа с екипа на Аполон Лимасол.
В България идва в отбора на Лукойл Академик през 2002 г., като е привлечен по препоръка на Иван Ценов. Появяването му вдига интереса към баскетбола в страната, като Прийст оформя тандем с друг американец в Лукойн – Браянт Смит. Повлиява на развитието на играчи като Стефан Георгиев, Тодор Стойков и Тенчо Банев. През 2003 г. печели Купата на Южната конференция на ФИБА – Европа. Освен това е трикратен шампион на България и двукратен носител на националната купа. През 2004 г. поставя рекорд в Купата на УЛЕБ за най-висок коефициент на полезно действие – 55 (34 точки, 17 борби, 7 асистенции и 4 блока). Това постижение се задържа до 2015 г. В основата е на добрата игра на Академик в евротурнирите, включително и при победата над Реал Мадрид с 93:91.
Въпреки че получава български паспорт през 2004 г. така и не дебютира за националния отбор на България. През 2005 г. напуска Лукойл Академик. След това играе в Саутитска Арабия, както и в китайския „Шандонг Лайънс“ и иранските „Махрам“, Техеран и Саба Мер Язвин.
През 2010 г. отново играе в България, с екипа на „Черноморец“. Въпреки слабата форма на „моряците“ Лодърдейл става лидер в шампионата по борби с 13.1 и втори сред реализаторите със средно по 23.2 точки. След като Черноморец фалира, Прийст преминава в Левски, където довършва сезона.
През 2011 г. изиграва два мача за малайзийския Шабеб Захие. Между 2014 и 2016 г. е играч на английския Оксфорд Сити Хуупс.
От 2017 г. е треньор в Германия, като е един от наставниците в лагерите Hoop Camps.